# Мільйон способів втратити голову
«Мільйон способів втратити голову» (англ. A Million Ways to Die in the West, дослівно — «Мільйон способів померти на Заході») — американський комедійний вестерн (пародія на вестерн) 2014 року авторів сценарію й продюсерів Сета МакФарлейна, Алека Салкіна і Веллеслі Вайлда. Режисером і виконавцем головної ролі є МакФарлейн; також знімалися Шарліз Терон, Аманда Сейфрід, Ніл Патрік Гарріс, Джованні Рібізі, Сара Сільверман і Ліам Нісон. Фільм продюсувався компанією Media Rights Capital, розповсюджувався — Universal Studios. Прем'єра відбулася 30 травня 2014 року (в Україні — 10 липня).

## Сюжет
Дія відбувається у 1882 році в містечку Старі Пеньки (англ. Old Stump) в американському штаті Аризона. Боягузливого вівчара Альберта Старка (Сет МакФарлейн) покидає його кохана дівчина Луїза (Аманда Сейфрід) через відмову хлопця від дуелі. Альберт, якому ненависні сучасні йому реалії Дикого Заходу, збирається переїхати до Сан-Франциско. Одночасно з цим сумнозвісний злочинець Клінч Глиствуд (Ліам Нісон; ім'я «Клінч Глиствуд» — алюзія на Клінта Іствуда) грабує й убиває старого золотошукача (Метт Кларк), забираючи в нього золотий самородок. Клінч наказує одному зі своїх поплічників Люїсу (Івен Джонс) і своїй дружині Анні (Шарліз Терон) їхати до Старих Пеньків і перебути там певний час, поки Глиствуд бандитуватиме в інших місцевостях. Анна і Льюїс прибувають до містечка під виглядом брата і сестри, які мають намір побудувати ферму, але Льюїса арештують через розпалювання бійки в барі і вбивство сина місцевого пастора. Альберт під час бійки рятує Анну і вони стають друзями. Разом вони відвідуються міський ярмарок, де зустрічають Луїзу та її нового бойфренда Фоя (Ніл Патрік Гарріс). Фой викликає Альберта на змагання зі стрільби і виграє, але потім програє Анні. Фой починає знущатися з Альберта, тому той викликає Фоя на дуель через тиждень.
Анна навчає Альберта стрільбі. На балу у вечір перед дуеллю вона підсипає Фою проносне. Після балу Анна з Альбертом цілуються. Льюїс, який вбив шерифа і втік з в'язниці, бачить це і повідомляє Клінчу. У день дуелі Фой мучиться від сильної діареї; Альберт, вирішивши, що Луїза не варта дуелі, вчергове відмовляється змагатися. Він повертається до місцевого шинку, туди заходить Клінч і вимагає сказати, хто цілував його дружину. Оскільки ніхто не зізнається, Глиствуд стріляє в ковбоя (Раян Рейнольдс), який стоїть найближче, і під погрозою продовження вбивств вимагає сказати до завтрашнього півдня, хто цілував Анну. Пізніше він змушує Анну розповісти про Альберта і хоче зайнятися з нею сексом, але дружина б'є його каменем по голові, залишаючи непритомним, і тікає.
Анна повертається на ферму Альберта, де вони сперечаються. Клінч приходить до тями, переслідує Анну і знову ловить її, тоді як Альберту вдається втекти. Під час втечі Старк потрапляє в засідку до племені індіанців. Вони збираються спалити його заживо, але він показує знання їхньої мови і таким чином рятується від страти. Індіанці пригощають його чашею пейоту, в Альберта відбуваються галюцинації: він згадує травматичні моменти з дитинства і розуміє, що кохає Анну. Альберт повертається до Старих Пеньків і виходить на дуель з Клінчем. Він стріляє кулею, змащеною зміїною отрутою, і Клінч помирає. Луїза хоче повернутися до Альберта, але той відмовляє їй і вступає в стосунки з Анною. За вбивство небезпечного злочинця він отримує велику винагороду і купує багато овець.
Перед закінченням титрів власник тиру на ярмарку запитує, хто хотів би замовити постріл. Джанґо вільний (Джеймі Фокс) бере зброю і стріляє у власника.

## У ролях
- Сет МакФарлейн — Альберт Старк (головний герой; фермер, який розводить овець)
  - Майк Салазар (шестирічний Альберт)
- Шарліз Терон — Анна Барнс-Глиствуд (дружина Клінча Глиствуда, подруга Альберта)
- Аманда Сейфрід — Луїза (колишня дівчина Альберта)
- Ліам Нісон — Клінч Глиствуд (гангстер, чоловік Анни)
- Джованні Рібізі — Едвард (найкращий друг Альберта і хлопець Рут)
- Ніл Патрік Гарріс — Фой (новий хлопець Луїзи)
- Сара Сільверман — Рут (дівчина Едварда, повія)
- Крістофер Гейґен — Джордж Старк (ексцентричний батько Альберта)
- Вес Стьюді — вождь індіанців
- Рекс Лінн[en] — шериф/оповідач
- Алекс Борштейн — Міллі (власниця борделю)
- Ральф Ґарман[en] — Ден (житель Старих Пеньків)
- Івен Джонс[en] — Льюїс (гангстер, поплічник Клінча Глиствуда)
- Метт Кларк — старий старатель, нещасна жертва банди Клінча

### Камео
- Джеймі Фокс — Джанго Фрімена
- Райан Рейнольдс — чоловік, якого Клінч убиває в салоні
- Гілберт Готтфрід — Авраам Лінкольн
- Майк Генрі — усміхнений чоловік на фотографії
- Джон Майкл Гіггінс — Денді #1
- Крістофер Ллойд — Док Браун,
- Білл Мар — мандрівний комік
- Юен Мак-Грегор — ковбой, який знущається над Альбертом на ярмарку
- Кейлі Куоко — жінка, яку Альберт намагається забрати в магазині
- Патрік Стюарт — голос вівці
- Мей Вітман — повія

## Створення
Ідея фільму виникла з жарту, що народився між Сетом Мак-Фарлейном та його співавторами за серіалом «Сім'янин» та фільмом Третій зайвий Алеком Салкином і Уеллеслі Уайлдом під час перегляду фільму Повісь їх якомога вище.
Їм спало на думку, що ера Дикого Заходу сильно романтизована в американському кінематографі, незважаючи на те, що життя жителя фронтиру в ті часи було дуже похмурим і часто небезпечним. Це наштовхнуло їх на думку створити фільм у жанрі «комічного вестерну».
Відомий своїми багатими алюзіями телевізійними проектами, Сет Мак-Фарлейн не зробив винятку і в цьому фільмі. Так, наприклад, в одному з епізодів головний герой застає в коморі доктора Брауна з фільму «Назад у майбутнє 3», що ремонтує DeLorean.
Вперше фільм був анонсований МакФарлейном 3 грудня 2012 року. 30 січня 2013 було оголошено, що у фільмі зніметься Шарліз Терон. Згодом вона розповіла, що «благала» про роль. 11 лютого стало відомо про приєднання Аманди Сейфрід, 6 березня — Ліама Нісона і Джованні Рібізі, 18 березня — Сари Сільверман.
Зйомки почалися на початку травня 2013 в Нью-Мексико
9 серпня 2013 року режисер повідомив у твіттері про завершення зйомок.
На початку січня 2014 року в мережі з'явилося перше промофото майбутнього релізу.